# Chalous
Chalous este un oraș din Iran.